# Adam Mitchell
Adam Mitchell est un personnage de la série télévisée Doctor Who.

## Présentation
Adam Mitchell est l’assistant de Henry Van Statten pour tout ce qui concerne l’informatique dans l’épisode « Dalek ».
Il accompagne le Docteur et Rose durant cet épisode et le suivant.

## Caractère
Adam Mitchell est un génie de l’informatique. Il a commencé sa carrière comme pirate et a même failli déclencher la troisième guerre mondiale en infiltrant le réseau de la Défense des États-Unis et ce, à l’âge de huit ans. Il a été ensuite engagé dans la base souterraine de Henry Van Statten, un milliardaire mégalomane, collectionneur de tout ce qui est d’origine extra-terrestre.
Lorsque Rose Tyler lui est présentée, Adam est tout de suite séduit. Il l’aide ensuite à échapper au Dalek. Une idylle entre les deux personnages est alors probable. Pour le remercier des services rendus à Rose, le Docteur emmène Adam avec lui dans le TARDIS pour sa prochaine aventure.
C’est donc tous ensemble qu’ils arrivent en l’an 200 000 sur le Satellite 5, au cœur de l’Empire Humain. Mais devant tant de nouvelles technologies, Adam perd le sens des réalités. Il vole le téléphone universel de Rose et enregistre un message vocal sur son répondeur de l’année 2012 afin de pouvoir reproduire ces technologies en rentrant chez lui. Il va même jusqu’à se faire implanter une puce électronique lui servant à se connecter au réseau d’information du Satellite 5. Après avoir fait cela, il se connecte à l'ordinateur central, dévoilant ainsi par mégarde toutes les informations sur le Docteur et Rose à l’Éditeur.
Le Docteur, très mécontent, finit par le ramener chez lui en 2012 sans oublier de détruire le répondeur sur lequel Adam avait enregistré ses précieuses informations. Bien qu'il leur demande de l'emmener avec eux, ils le laissent avec sa puce électronique dans le cerveau qu'il est condamné à supporter toute sa vie.
Adam Mitchell est le seul compagnon du Docteur à avoir été écarté du TARDIS pour comportements inappropriés. 
Adam Mitchell revient en 2012 dans le comic "Doctor Who - Prisoners of Time" d'IDW Comic. Dans ce comics en 12 numéros, Adam cherche à se venger du Docteur en kidnappant les compagnons des différentes incarnations du Docteur à travers le temps. Tout ceci se révèle être un plan du Maître pour se débarrasser de son ennemi juré. Adam finit par se sacrifier pour sauver les 11 Docteurs. Sa tombe porte l'épitaphe "Adam Mitchell - A Companion True" (Adam Mitchell - un vrai compagnon) 